# Lijst van Eurocommissarissen voor Monetaire Zaken
De functie van Europees commissaris voor Monetaire Zaken is sinds het aantreden van de commissie-Delors I (1985) een functie binnen de Europese Commissie. De functie was in eerste instantie verantwoordelijk voor het creëren van een gemeenschappelijke munt en is sinds de introductie van de euro in 2002 verantwoordelijk voor het monetaire beleid. In de Commissie-Von der Leyen vielen Monetaire Zaken onder de verantwoordelijkheid van de Commissaris voor Economie,

## Benamingen
- Monetaire Zaken (1985-2011)
- Monetaire Zaken en de euro (2011-14)
- Euro (2014-)

## Commissarissen
|  | Naam                               | Lidstaat   | Nationale partij | Periode   | Commissies              |
|  | ---------------------------------- | ---------- | ---------------- | --------- | ----------------------- |
|  | Jacques Delors (tevens voorzitter) | Frankrijk  | PS               | 1985-1989 | Delors I                |
|  | Geen commissaris                   |            |                  | 1989-1993 | Delors II               |
|  | Henning Christophersen             | Denemarken | Venstre          | 1993-1995 | Delors III              |
|  | Geen commissaris                   |            |                  | 1995-1999 | Santer                  |
|  | Pedro Solbes                       | Spanje     | PSOE             | 1999-2004 | Prodi                   |
|  | Joaquín Almunia                    | Spanje     | PSOE             | 2004-2010 | Prodi Barroso I         |
|  | Olli Rehn                          | Finland    | Keskusta         | 2010-2014 | Barroso II              |
|  | Siim Kallas                        | Estland    | ER               | 2014      | Barroso II (waarnemend) |
|  | Jyrki Katainen                     | Finland    | KK               | 2014      | Barroso II              |
|  | Valdis Dombrovskis                 | Letland    | Eenheid          | 2014-     | Juncker                 |